# Кошарево
Кошарево (болг. Кошарево) — село в Болгарии. Находится в Перникской области, входит в общину Брезник. Население составляет 279 человек.

## Политическая ситуация
В местном кметстве Кошарево, в состав которого входит Кошарево, должность кмета (старосты) исполняет Стоян Любчов Стоянов (Союз демократических сил (СДС)) по результатам выборов правления кметства.
Кмет (мэр) общины Брезник — Христо Димитров Миленков (коалиция в составе 4 партий; Болгарская социал-демократия (БСД), Болгарская социалистическая партия (БСП), Движение за права и свободы (ДПС), союз патриотических сил «Защита») по результатам выборов в правление общины.